# Alter Botanischer Garten (Marburg)

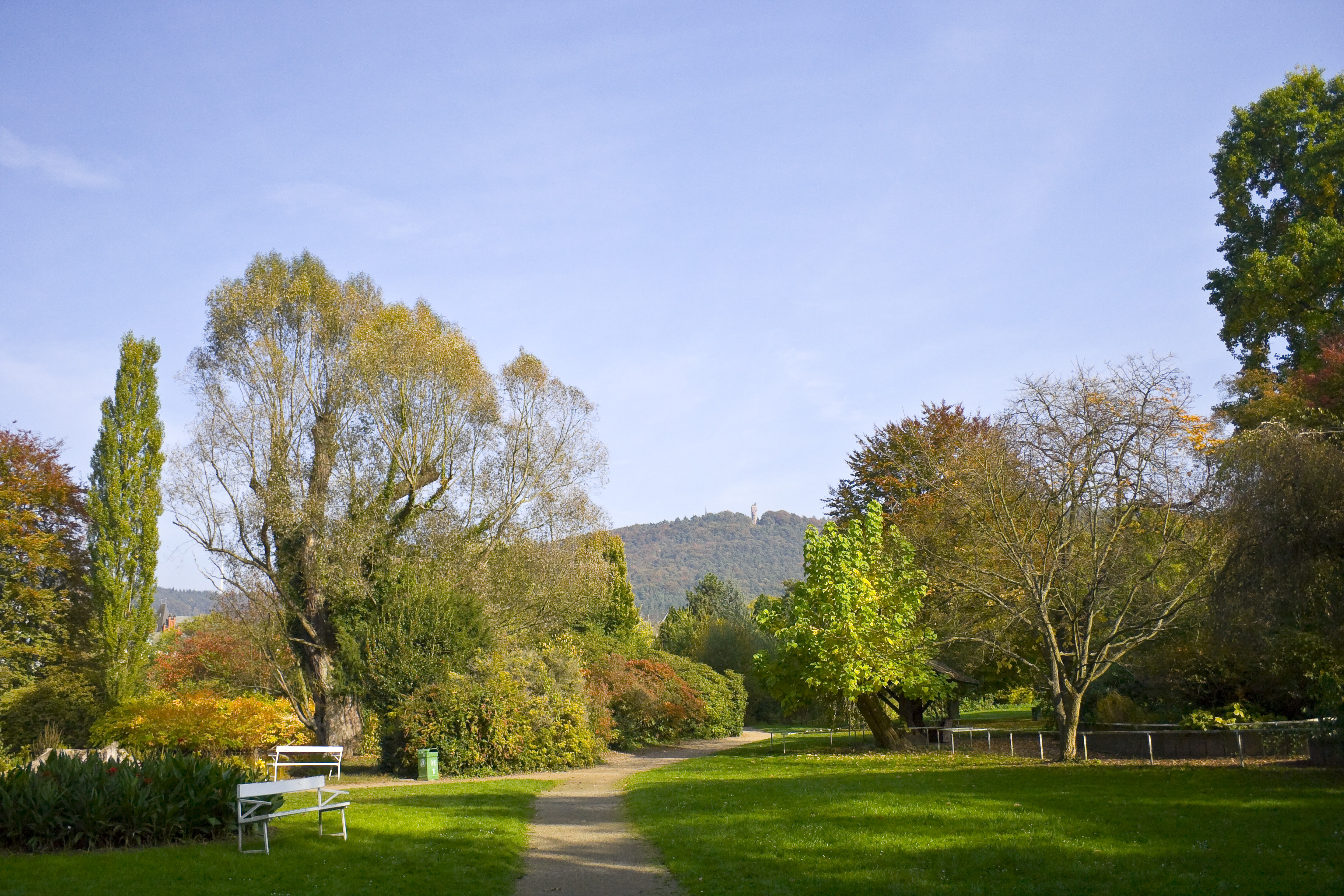
Links die Silberweide (2007 noch stehend), rechts der Tulpenbaum

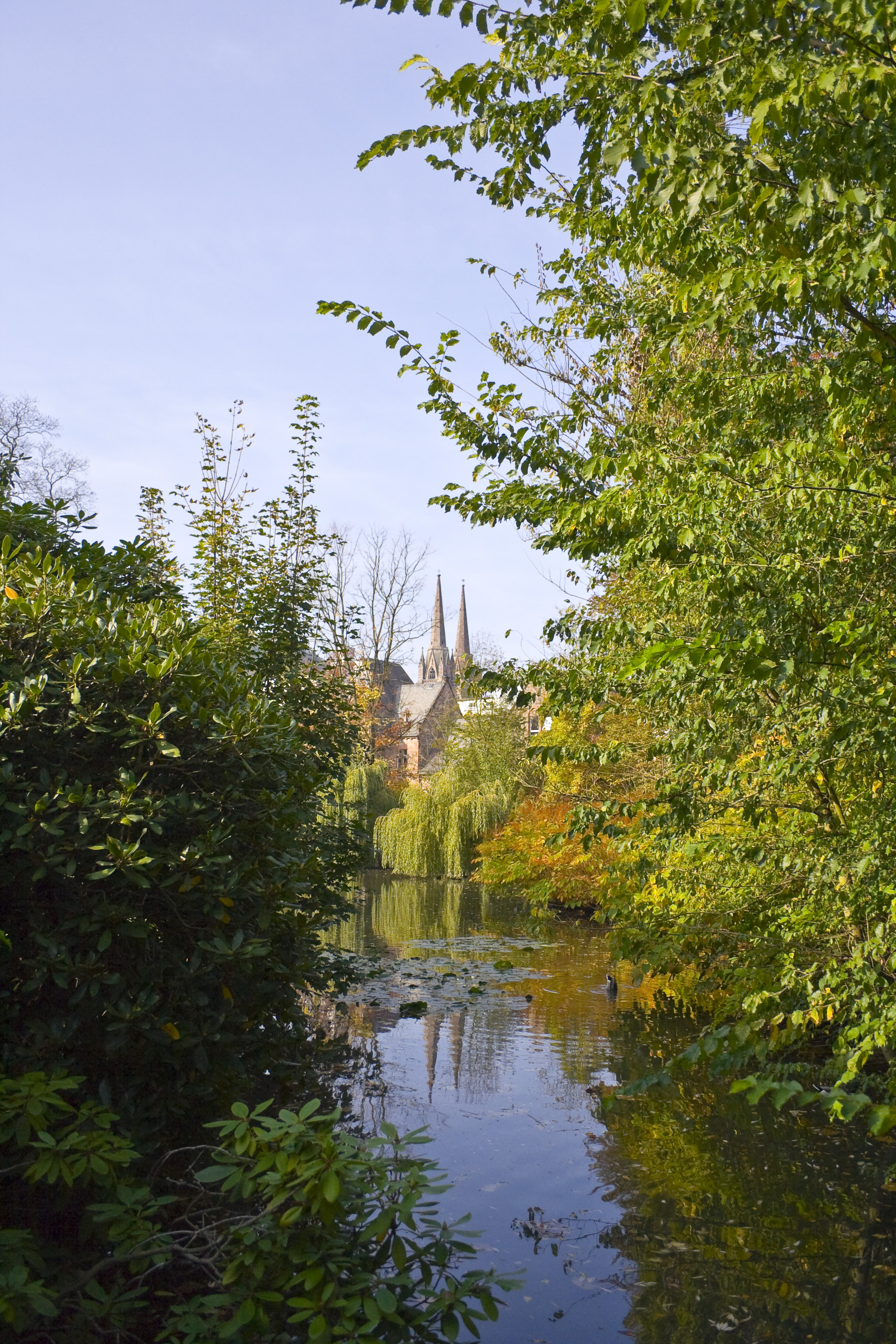
Die Blickachse zur Elisabethkirche

Der Alte Botanische Garten der Universität Marburg ist ein 3,6 Hektar großer botanischer Garten in der hessischen Stadt Marburg. Er liegt unterhalb der Straße Pilgrimstein wenige hundert Meter südlich der Elisabethkirche im Stadtzentrum Marburgs. Bereits 1786 wurde er als französischer Lustgarten vom Deutschordenshaus angelegt.

## Geschichte
Der Humanist, Dichter, Arzt und Botaniker Euricius Cordus, der als einer der Begründer der wissenschaftlichen Botanik in Deutschland gilt, hatte zwischen 1527 und 1533 am so genannten Glaskopf im Südosten Marburgs einen privaten Botanischen Garten gegründet, in dem er mit seinen Studenten Exkursionen durchführte. Über diesen Garten und dessen Geschichte ist nichts weiter bekannt.
Unter Professor Conrad Moench wurde nach der Zusammenlegung des Collegium Carolinum in Kassel mit der Universität Marburg 1786 am so genannten Weinberg westlich der Elisabethkirche der Botanische Garten angelegt. Nachdem unter Georg Wilhelm Franz Wenderoth (1774–1861) 1810 das Gelände südlich der Elisabethkirche vom Deutschordenshaus übernommen worden war, fand eine Erweiterung und bis 1814 eine Neuanlage des Botanischen Gartens am jetzigen Standort statt. Daher wird er als der „Vater des Botanischen Gartens“ bezeichnet. 1873–1875 wurde das Botanische Institut am Pilgrimstein 4 im neugotischen Stil erbaut. Neben dem Sandsteinbau waren die weiteren Gebäude ein Fachwerkbau, in dem der wissenschaftliche und der technischen Leiter wohnten, die Gewächshäuser, die Versorgungsräume und ein alter Topfschuppen.
In den 1960er Jahren stiegen die Studierendenzahlen immer weiter, sodass die Auslagerung einiger Fachbereiche beschlossen wurde. In unmittelbarer Nähe des neuen Gebäudes des Fachbereichs Biologie wurde auf den Lahnbergen zwischen 1961 und 1977 ein 20 Hektar großer Neuer Botanischer Garten angelegt. Mit der Gestaltung wurde Günther Grzimek aus Kassel beauftragt.

## Weblinks

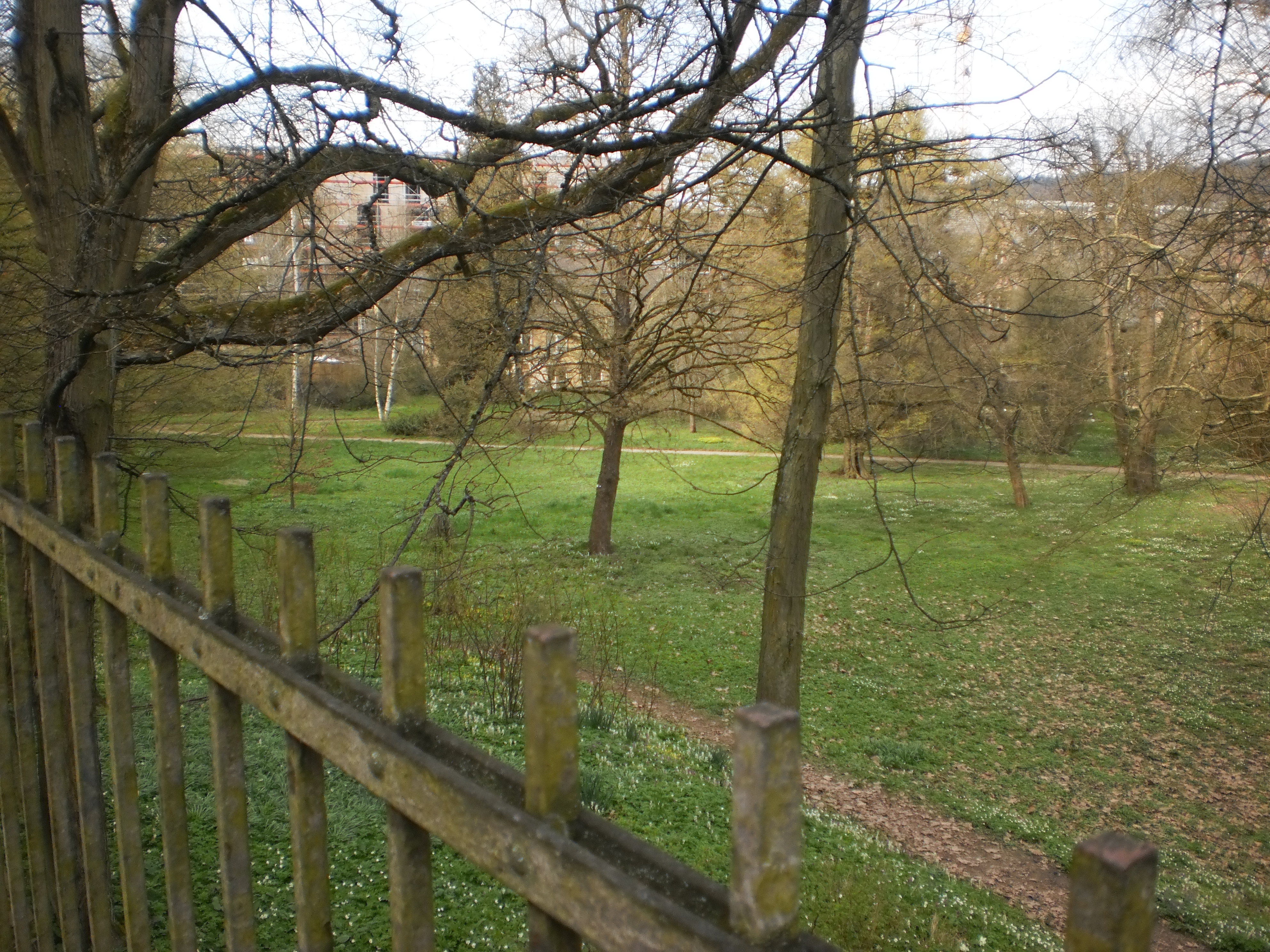
Der unterhalb der Stützmauer gelegene Park vom Stadtbalkon Pilgrimstein mit der ZUB-Baustelle (April 2016)

## Heutige Nutzung

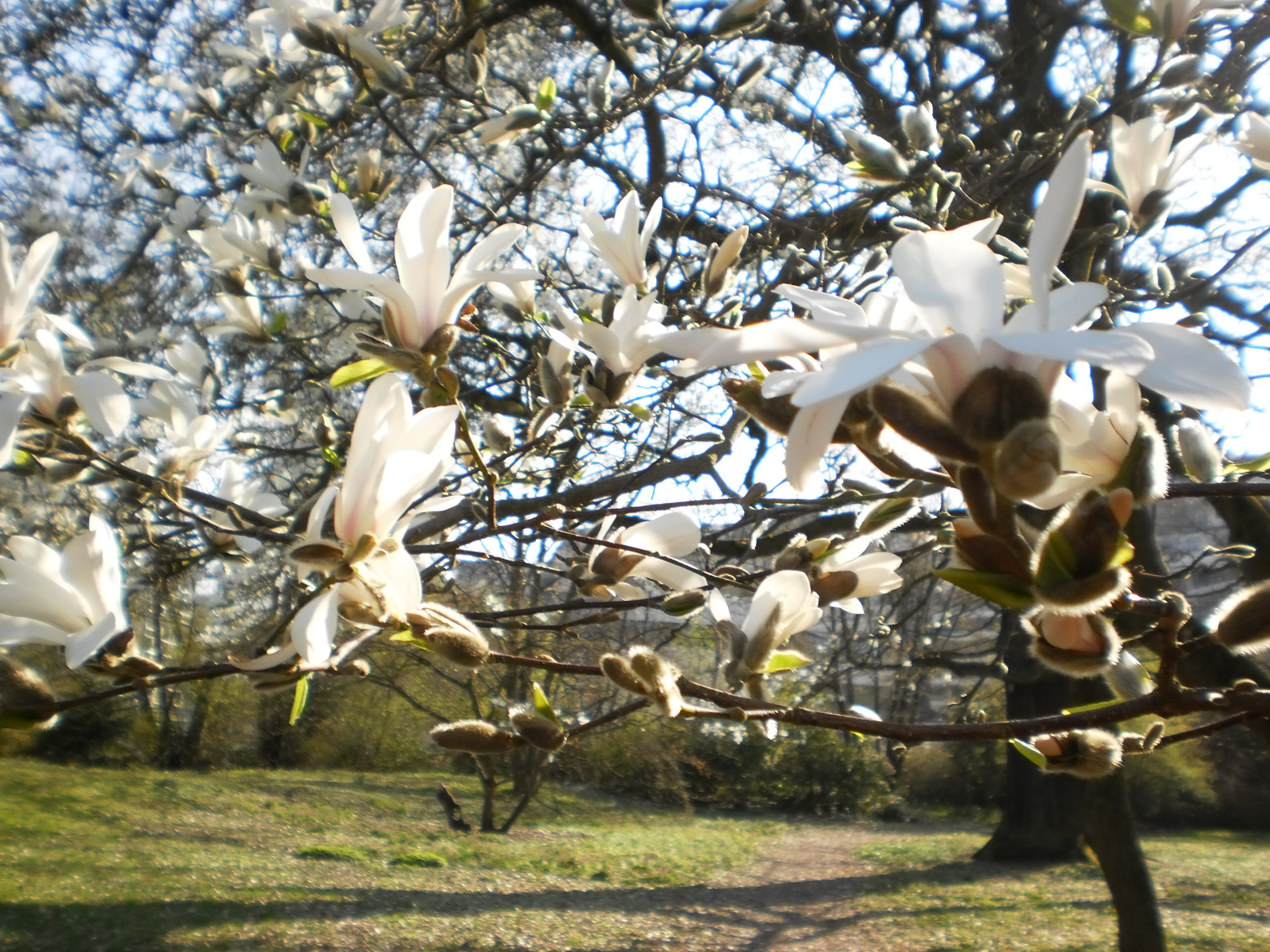
Magnolie und Blick in Richtung Deutscher Sprachatlas

Obwohl immer noch im Besitz der Universität, wird der Alte Botanische Garten von den Einwohnern überwiegend als öffentliche Grünanlage genutzt. Im ehemaligen Botanischen Institut ist nun das Institut für Pharmazeutische Biologie beheimatet. Der Fachwerkbau wurde zum Gästehaus der Universität umgebaut. Im Anschluss an die mittlerweile denkmalgeschützten Versorgungsräume wurden zudem ein Musizierhaus und Gesellschaftshaus errichtet.
Die Einmaligkeit dieses Gartendenkmals beruht bis heute auf der gelungenen Verknüpfung eines „Wissenschaftsgartens“ mit der „englischen Gartenkunst“. Noch heute zeigt er wichtige Spuren seiner Geschichte. Diese betrifft sowohl die Geschichte der Gartenkunst als auch die Geschichte der Naturwissenschaften von den Zeiten der 'nur' beschreibenden „Naturgeschichtler“ nach Carl von Linné, dann der „Pflanzengeographie“ Alexander von Humboldts über die Zeit der evolutorischen Erklärungsversuche Charles Darwins oder Ernst Haeckels bis zur Labor-Botanik.

## Parkbereiche

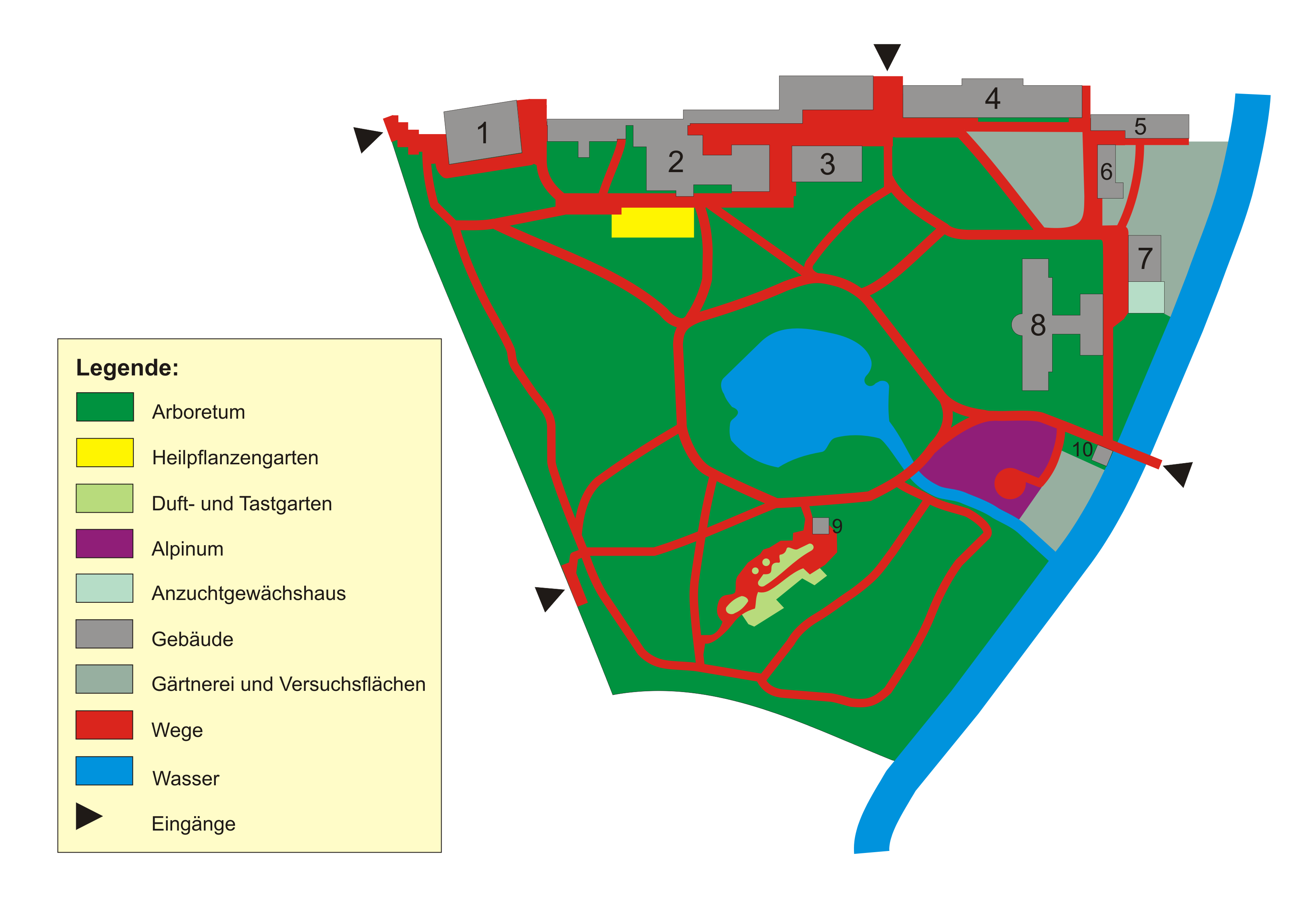
Plan des Alten Botanischen Gartens

In den 1970er Jahren wurden zahlreiche pflegeintensive Abteilungen mit vor allem krautigen Pflanzen und Büschen in den neuen Botanischen Garten auf den Lahnbergen verlegt. Fast alle Gewächshäuser wurden abgerissen und an ihrer Stelle ein Musizierhaus errichtet. Im alten Botanischen Garten verbleiben somit folgende Abteilungen:

### Alpinum

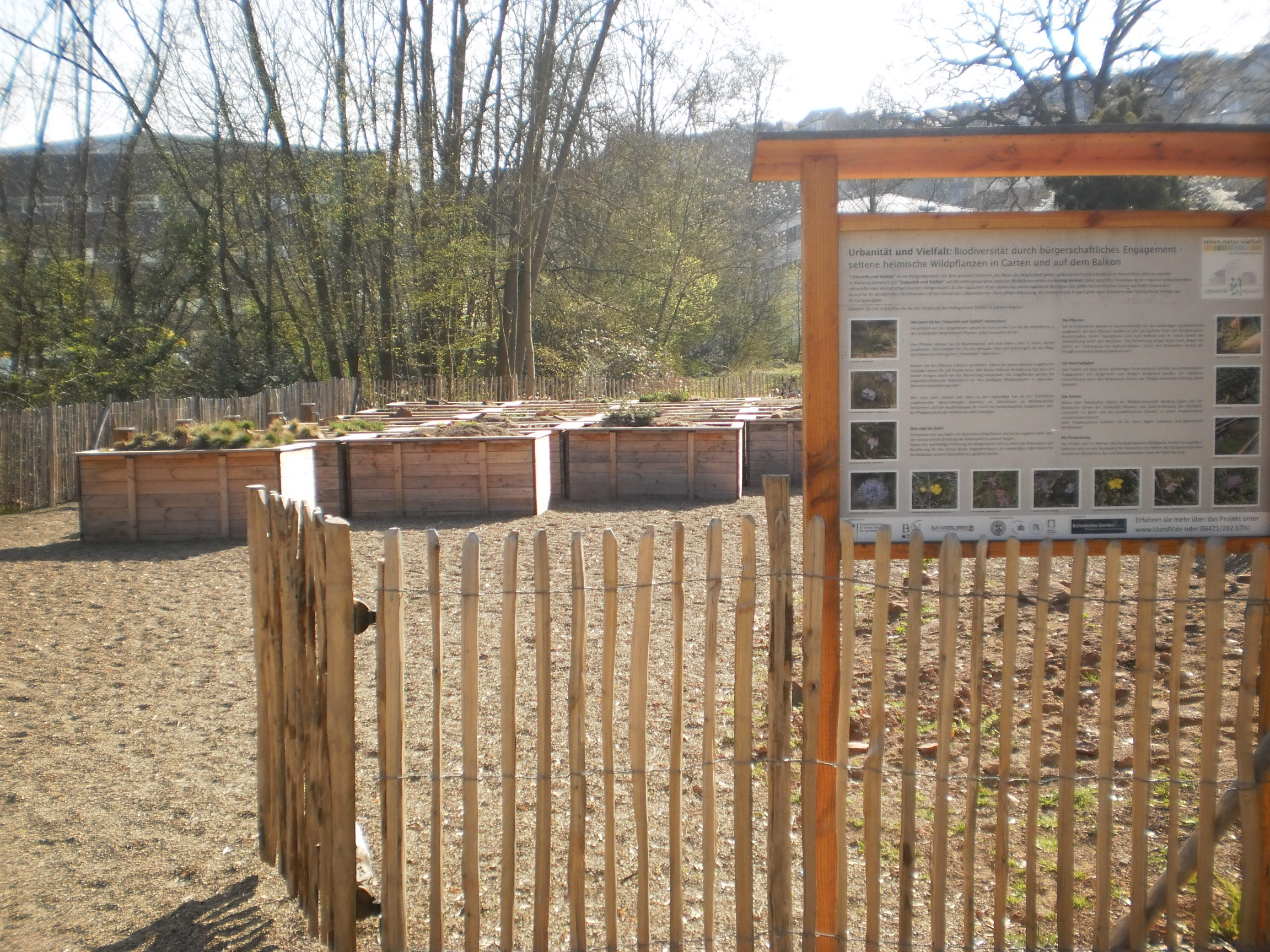
Wildpflanzen-Artenschutzprojekt „Urbanität und Vielfalt“ im Bundesprogramm Biologische Vielfalt mit Schaubeeten zum Borstgrasrasen direkt neben dem früheren Alpinum (2019)

Im Alpinum sind nach einer Überschüttung mit Erde 1977 nur noch diverse Kiefernarten und Rhododendren, aber keine krautigen Alpenpflanzen mehr vorhanden. Stattdessen wurde auf den Lahnbergen ein neues, größeres Alpinum errichtet.

### Arzneipflanzengarten

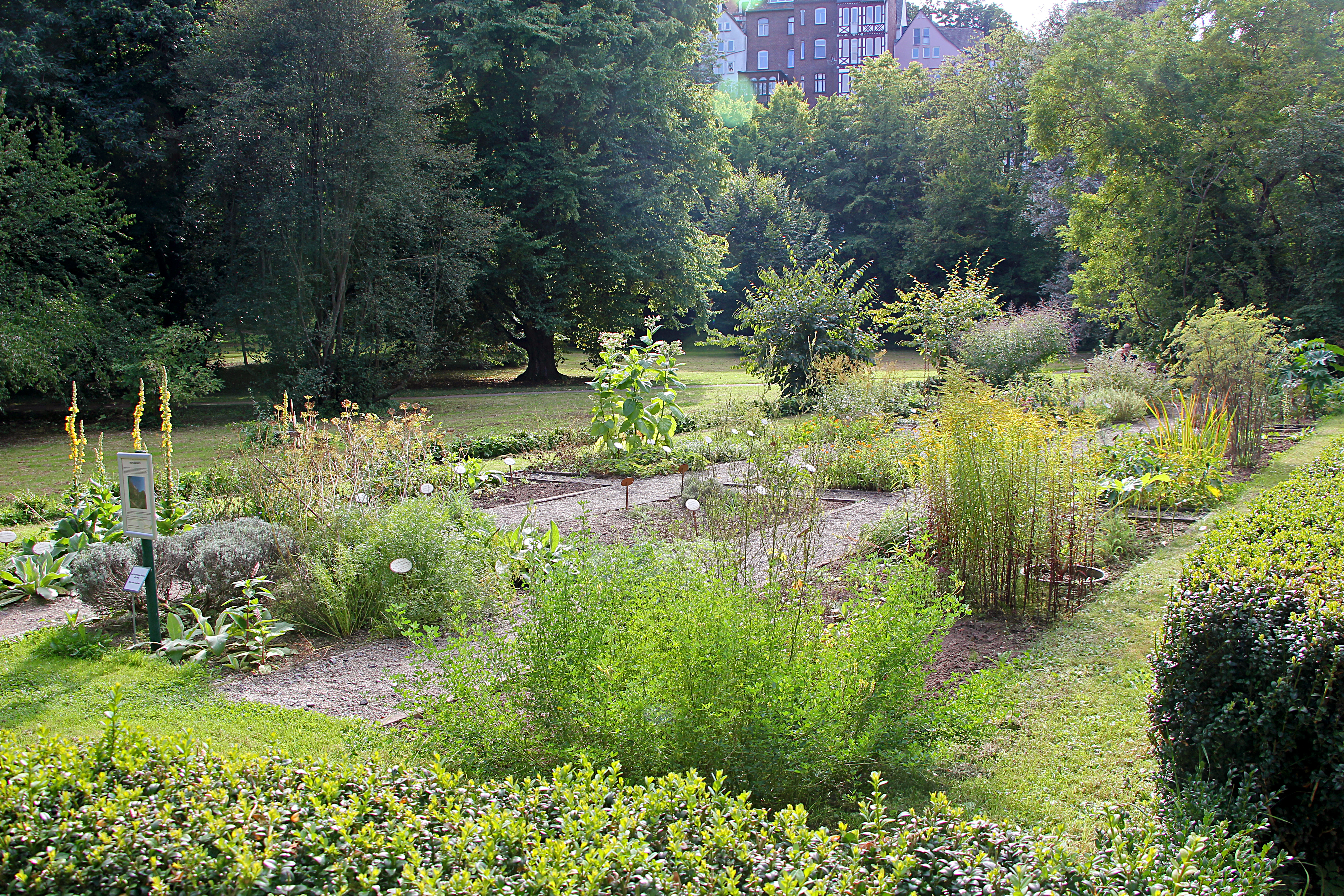
Heilpflanzenbeete

Der Arzneipflanzengarten vor dem Institut für pharmazeutische Biologie wurde in den 1950er Jahren zu Lehr- und Demonstrationszwecken angelegt und wird heute durch den Freundeskreis „Alter Botanischer Garten“ gepflegt. Es sind vor allem krautig wachsende Heilpflanzen zu sehen, darunter der Ehrenpreis (Veronica chamaedrys), der Eisenhut (Aconitum napelios), die Blutwurz (Potentilla erecta), der Knollige Hahnenfuß (Ranunculus bulbosus), die Königskerze (Verbascun thapsus) und die Schwertlilie (Iris germanica).

### Duft- und Tastgarten
Der Duft- und Tastgarten wurde 1982 von den „Marburger Rosenfreunden“ gestiftet und 2019 abgebaut. Hier waren zahlreiche besonders stark duftende Pflanzen zu sehen, vor allem Rosen. Dieser Gartenteil ermöglichte es blinden Menschen, Pflanzen unmittelbar und aus nächster Nähe kennenzulernen. Die Wege in diesem Blindengarten waren durch ein Geländer abgesichert. Die Pflanzen selbst befanden sich in aus Beton errichteten Hochbeeten, die auch als Geländer dienten.

### Arboretum

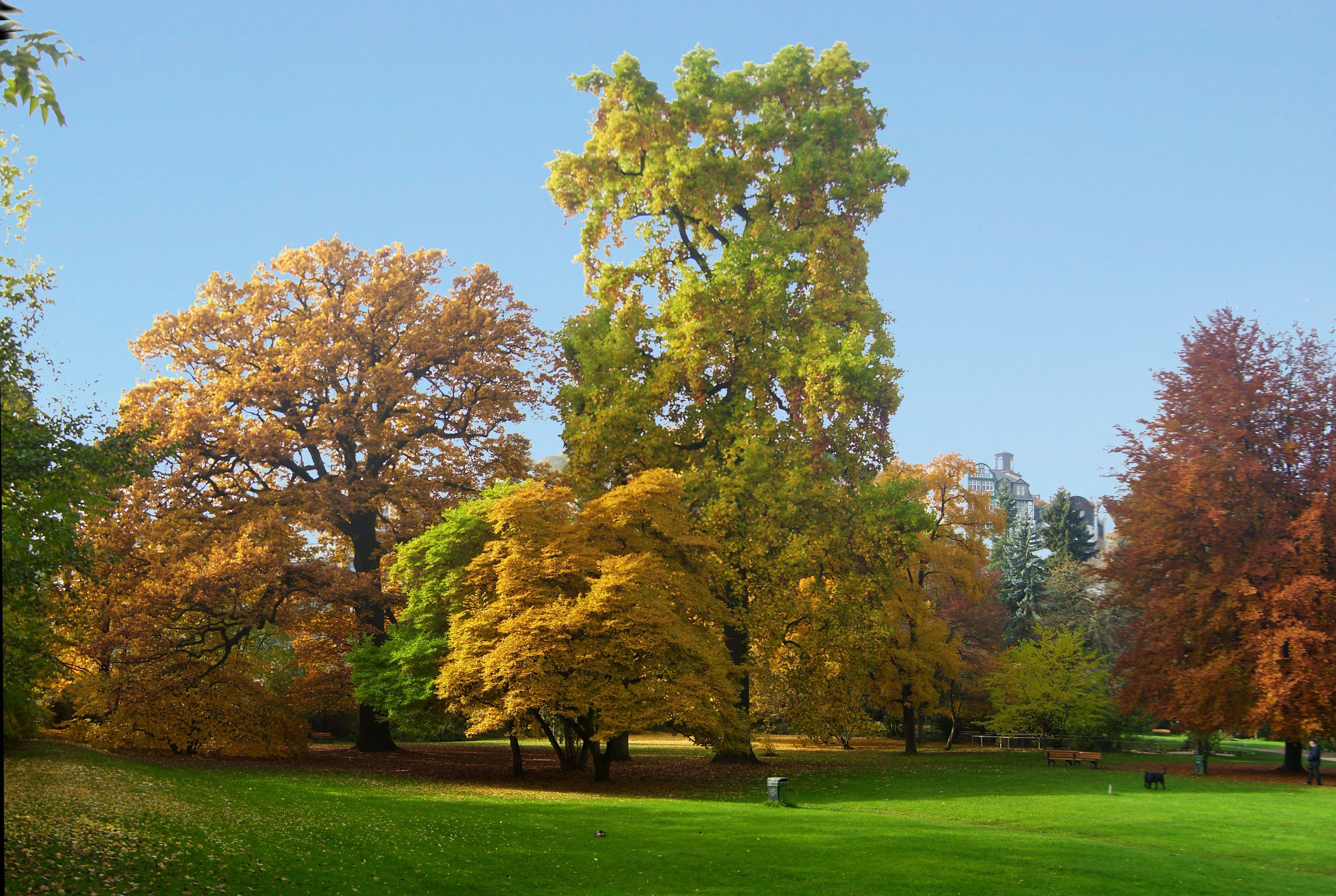
Der 38 m hohe Tulpenbaum in Herbstfärbung;
links die alte Traubeneiche, halbrechts im Hintergrund die Oberstadt mit den Gebäuden des Fachbereichs Physik, rechts eine Rotbuche

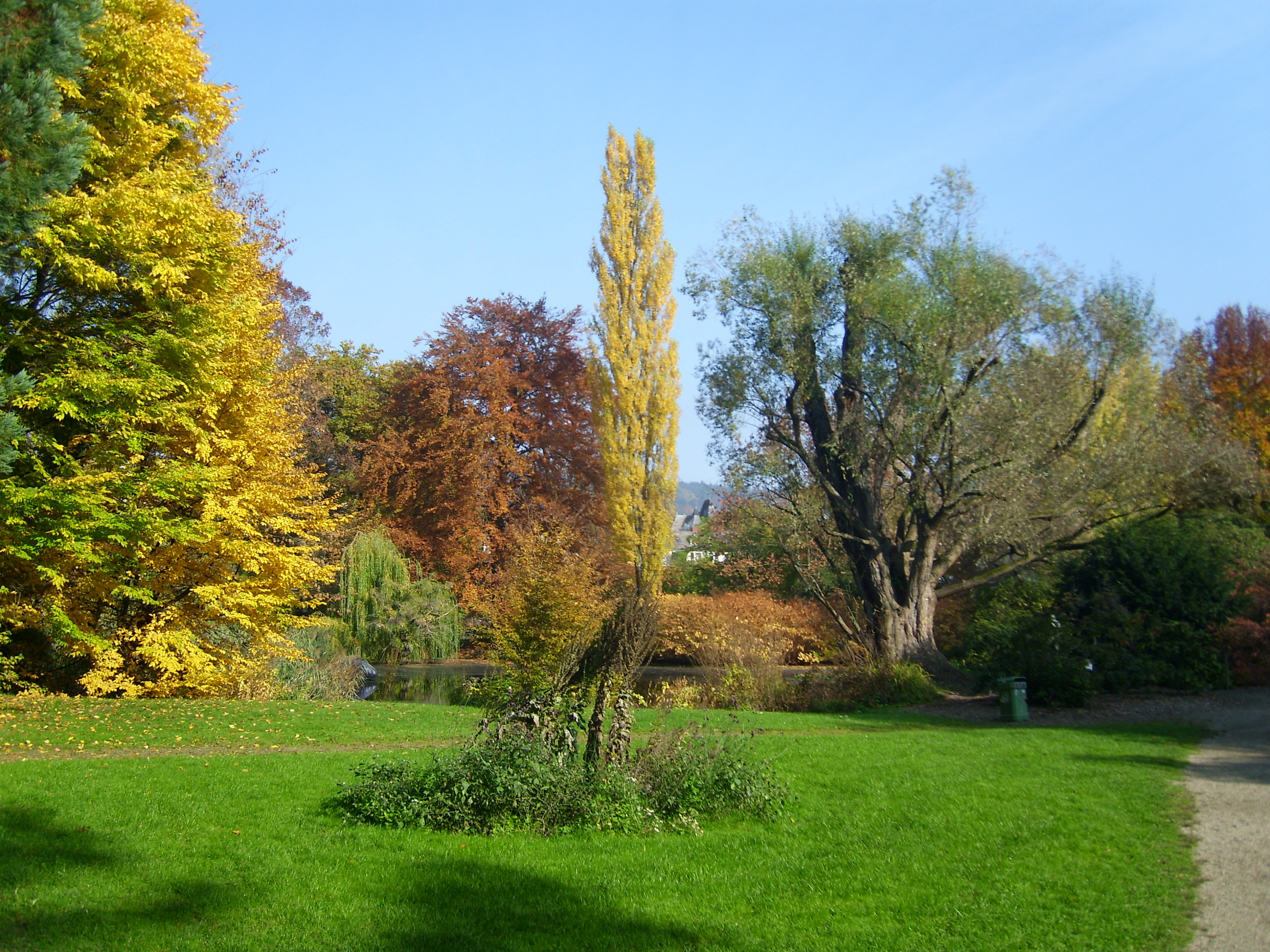
Die 7 m (Umfang) dicke Silberweide (rechts) im Alten Botanischen Garten Marburg;
mittig eine Pyramidenpappel und links eine Zelkove, je in Herbstfärbung

Das Arboretum und die pflanzengeografische Abteilung bilden den Schwerpunkt des alten Botanischen Gartens; es sind teilweise über 200 Jahre alte Bäume vorhanden. Höchster Baum des Parks und der Marburger Innenstadt ist ein mit dem Urbestand 1811 bis 1814 gepflanzter, etwa 38 m hoher Tulpenbaum (Liriodendron tulipifera) – einer der höchsten Tulpenbäume Deutschlands. Insgesamt größter Baum des Parks ist indes eine vor 1845 gepflanzte Platane (Platanus acerifolia) mit 6 m Stammumfang, 34 m Höhe und um 40 m Kronendurchmesser. Noch dicker war lediglich eine 1860 gepflanzte Silberweide (Salix alba) mit rund 7 m Stammumfang am Teich, seit 2017 als Totholz für die Biodiversität und die Umweltbildung teilweise erhalten; etwas dünner als beide ist eine heute 30 m hohe Traubeneiche (Quercus petraea) aus dem Urbestand. Um die 30 Meter Höhe erreichen auch, neben nur wenigen Laubbäumen, diverse Nadelbäume im Pinetum.
In den Wiesen wachsen zahlreiche Frühlingsblüher wie Märzenbecher (Leucojum vernum) und Krokusse (Crocus).
Von April 2014 an bis 2018 war der Nordwestteil des Alten Botanischen Gartens mit der Platane am ehemaligen Standort der Frauenklinik, an dem die Bauarbeiten zum Neubau der Universitätsbibliothek (ZUB) eingeleitet worden waren, vorübergehend abgesperrt.

## Förderverein
Zur Unterstützung des Botanischen Gartens hat sich 1993 der Verein der Freundeskreis – Alter Botanischer Garten zusammengefunden, um Erhalt und Pflege der besonderen und älteren Bäume zu unterstützen.